# Palapedia integra
Palapedia integra är en kräftdjursart som först beskrevs av De Haan 1835.  Palapedia integra ingår i släktet Palapedia och familjen Atelecyclidae. Inga underarter finns listade i Catalogue of Life.